# Équipe de Chine de baseball
Uniformes
L'équipe de Chine de baseball représente la Fédération de Chine de baseball lors des compétitions internationales, comme le Classique mondiale de baseball, les Jeux olympiques ou la Coupe du monde de baseball notamment.

## Histoire
La Chine fait son entrée sur la scène internationale en 1985 en participant à Perth (Australie) au championnat d'Asie. La sélection chinoise prend ensuite part à trois phases finales de la Coupe du monde (1998, 2003 et 2005) et à une Coupe intercontinentale (2002). Invités à disputer la Classique mondiale de baseball en 2006, les Chinois terminent 15e.
Pour sa première participation au tournoi olympique lors du tournoi des Jeux olympiques de 2008 à Pékin, la formation chinoise a terminé à la huitième et dernière place. Elle a décroché une seule victoire contre l'Équipe de Taïwan de baseball.
La sélection s'appuie désormais sur les joueurs professionnels évoluant en China Baseball League, fondée en 2002. Le championnat était amateur de 1979 à 2001. En 2008, quatre joueurs chinois évoluent dans les ligues mineures de baseball aux États-Unis. Depuis 2003, Jim Lefebvre, ancien joueur et manager en Ligue majeure de baseball, est le manager de l'équipe nationale.
Le prochain rendez-vous international de la sélection chinoise est la Classique mondiale de baseball 2009 qui aura lieu du 5 au 23 mars 2009.

## Palmarès
| Jeux olympiques - 1992 : non qualifiée - 1996 : non qualifiée - 2000 : non qualifiée - 2004 : non qualifiée - 2008 : 8e Classique mondiale de baseball - 2006 : éliminée au 1er tour - 2009 : éliminée au 1er tour - 2013 : éliminée au 1er tour - 2017 : éliminée au 1er tour - 2023 : Phase de groupes Coupe du monde de baseball - 1998 : 12e - 2003 : 11e - 2005 : 10e - 2009 : 20e |  | Coupe intercontinentale de baseball - 2002 : 11e Championnat d'Asie - 1985 : Xe - 1987 : Xe - 1989 : 4e - 1991 : Xe - 1993 : Xe - 1995 : 4e - 1997 : 4e - 1999 : 4e - 2001 : Xe - 2003 : 4e - 2005 : 3e |